# Distrito de Kunhegyes
El distrito de Kunhegyes (húngaro: Kunhegyesi járás) es un distrito húngaro perteneciente al condado de Jász-Nagykun-Szolnok.
En 2013 su población era de 20 434 habitantes. Su capital es Kunhegyes.

## Municipios
El distrito tiene 2 ciudades (en negrita) y 5 pueblos (población a 1 de enero de 2012):
- Abádszalók (3922)
- Kunhegyes (7483) – la capital
- Tiszabura (2925)
- Tiszabő (1862)
- Tiszagyenda (936)
- Tiszaroff (1520)
- Tomajmonostora (704)